# Międzynarodowa Akademia Pokoju
Międzynarodowa Akademia Pokoju (ang. International Peace Institute w skrócie IPI dawniej International Peace Academy IPA) – międzynarodowy ruch pokojowy z siedzibą w Nowym Jorku, utworzony w 1970 roku z inicjatywy ówczesnego sekretarza ONZ U Thanta.

## Historia
Międzynarodowa Akademia Pokoju powstała w 1970 roku. Inicjatorami jej powstania byli Ruth Forbes Young i sekretarz ONZ U Thant, a pierwszym prezydentem do 1990 roku został generał Indar Jit Rikhye. W 2008 roku Akademia zmieniła nazwę na Międzynarodowy Instytut Pokoju (International Peace Institute). 
Zrzesza osoby fizyczne i komitety narodowe z ponad 130 państw świata. Za główny cel, uznaje szkolenie osób zawodowo związanych z polityką międzynarodową i dyplomacją w celu doskonalenia umiejętności negocjacji, mediacji i pokojowego rozstrzygania sporów. Obecnie, szefem organizacji jest norweski dyplomata i socjolog Terje Rød-Larsen. Organizacja angażuje się w spory na Bliskim Wschodzie jak choćby konflikt izraelsko-libański, w Sierra Leone, Iraku, Afganistanie, Kongo i Sudanie. Do stałych darczyńców organizacji należą m.in. 31 rządów państw świata, dwie korporacje i dziewięć fundacji.
Wybrane publikacje:
- Peacekeeping in Sierra Leone: The Story of UNAMSIL
- Civil War and the Rule of Law: Security, Development, Human Rights
- Iraq: Preventing a New Generation of Conflict
- The International Struggle Over Iraq: Politics in the UN Security Council, 1980-2005
- Sudan: The Elusive Quest for Peace
- The Democratic Republic of Congo: Economic Dimensions of War and Peace
- Nation-Building Unraveled? Aid, Peace and Justice in Afghanistan

## Prezesi
- 1970–1990 Indar Jit Rikhye
- 1990–1998 Olara Otunnu
- 1998–2004 David Malone
- 2005–2020 Terje Rød-Larsen[3][4]
- 2020– Adam Lupel[5] p.o.